# David Ladd
David Ladd (* 5. Februar 1947 in Los Angeles, Kalifornien) ist ein US-amerikanischer Filmproduzent und Schauspieler.

## Leben und Karriere
David Ladd wurde als Sohn des Hollywood-Stars Alan Ladd und seiner Frau, der Schauspielerin Sue Carol, geboren. Der Filmproduzent Alan Ladd junior war sein Halbbruder. Bereits als Kind spielte David Ladd neben seinem Vater in den Filmen Mein großer Freund Shane (1953, in einer kleinen Rolle), Herrscher über weites Land (1957) und Der stolze Rebell (1958). Für seinen Auftritt als stummer Farmersjunge in Michael Curtiz’ Western Der stolze Rebell wurde er bei den Golden Globe Awards 1959 in den Kategorien Bester Nebendarsteller und Bester Nachwuchsdarsteller nominiert. Er ging zwar in diesen leer aus, erhielt aber gleichzeitig einen Spezialpreis als Bester Jungdarsteller. 
Im Fernsehen spielte David Ladd unter anderem in der Episode Der Apfel fällt nicht weit vom Stamm (Feet of Clay) der Serie Bonanza (Staffel 1, Folge 30) und übernahm die Rolle des Tom Sawyer in einer Folge von Shirley Temple's Storybook. In einigen B-Movies übernahm er auch Hauptrollen, bis Anfang der 1960er-Jahre die Pubertät einsetzte. Während in der folgenden Zeit die Rollen für den jugendlichen Ladd spärlich blieben, meldete er sich in den 1970er-Jahren als Erwachsener mit Nebenrollen in Filmen wie Kampf den Talaren, Catlow – Leben ums Verrecken, Tunnel der lebenden Leichen und Die Wildgänse kommen auf der Kinoleinwand zurück. 
Seit Ende der 1970er-Jahre ist David Ladd vorwiegend als Produzent tätig und übernimmt nur noch in Ausnahmefällen Schauspielrollen. Er arbeitete unter anderem für den Fernsehsender ABC, Columbia Pictures sowie in den 1990ern als zeitweiliger Vizepräsident der Produktion bei Metro-Goldwyn-Mayer. Er gründete ebenfalls seine eigene Produktionsfirma David Ladd Films.
Von 1971 bis 1972 war David Ladd in erster Ehe mit Louise Hendricks verheiratet. Seine Ehe mit der Schauspielerin Cheryl Ladd hielt von 1973 bis 1980, aus ihr kommt die Tochter Jordan Ladd. Zwischen 1982 und 2012 war er mit der Schauspielerin Dey Young verheiratet.

## Filmografie (Auswahl)
Als Schauspieler
- 1953: Mein großer Freund Shane (Shane)
- 1957: Herrscher über weites Land (The Big Land)
- 1958: Der stolze Rebell (The Proud Rebel)
- 1959: A Dog of Flanders
- 1960: Bonanza (Fernsehserie, 1 Folge)
- 1961: Misty
- 1965: Rauchende Colts (Gunsmoke; Fernsehserie, 1 Folge)
- 1970: Kampf den Talaren (R.P.M.)
- 1971: Catlow – Leben ums Verrecken (Catlow)
- 1972: Tunnel der lebenden Leichen (Death Line)
- 1973: Die Möwe Jonathan (Jonathan Livingston Seagull) (Stimme)
- 1974: Das Böse in der Tiefe (The Treasure of Jamaica Reef)
- 1974: Verflucht sind sie alle (Klansman)
- 1975: Der Tag der Heuschrecke (The Day of the Locust)
- 1977: Kojak – Einsatz in Manhattan (Kojak; Fernsehserie, 1 Folge)
- 1978: Die Wildgänse kommen (The Wild Geese)
- 2006: Bristol Boys
- 2015: A Girl Like Her

Als Filmproduzent
- 1979: The Cheryl Ladd Special (Fernsehfilm)
- 1979: When She Was Bad... (Fernsehfilm)
- 1988: Die Schlange im Regenbogen (The Serpent and the Rainbow)
- 1999: Mod Squad – Cops auf Zeit (The Mod Squad)
- 2002: Das Tribunal (Hart’s War)
- 2003: Gelegenheit macht Liebe (A Guy Thing)
- 2008: Leaving Barstow
- 2011: Surprise Surprise, Mr. Conovy (Kurzfilm)